# Komisija za evropske zadeve Državnega zbora Republike Slovenije
Komisija za evropske zadeve je bivša komisija Državnega zbora Republike Slovenije.
Njeno je v 4. državnem zboru Republike Slovenije prevzela Komisija za zadeve Evropske zadeve Državnega zbora Republike Slovenije.

## Sestava
1. državni zbor Republike Slovenije
- izvoljena: 23. julij 1996
- predsednik: Marjan Šetinc
- podpredsednik: Sašo Lap
- člani: Franc Avberšek, Roberto Battelli, Stane Frim, Franc Horvat, Ivo Hvalica, Branko Janc, Metka Karner-Lukač, Janez Kopač, Rafael Kužnik, Andrej Lenarčič, Jože Lenič, Borut Pahor, Anton Peršak, Jože Protner, Izidor Rejc, Peter Tancig, Franc Zagožen

2. državni zbor Republike Slovenije
- izvoljena: 16. januar 1997
- predsednik: Alojz Peterle
- podpredsednik: Janez Kramberger
- člani: Roberto Battelli, Vladimir Čeligoj, Ivo Hvalica, Zmago Jelinčič, Aurelio Juri, Maksimiljan Lavrinc (15. maj-25. september 1997), Darja Lavtižar - Bebler, Zoran Lešnik, Aleksander Merlo, Janez Per, Ciril Pucko, Izidor Rejc, Ciril Smrkolj (do 27. februarja 1997), Boris Sovič, Bogomir Špiletič, Zoran Thaler (do 27. februarja 1997), Franc Zagožen
- funkcija člana: Franc But (25. marec-3. april 1997), Maksimiljan Lavrinc (25. marec-15. maj 1997 in od 9. oktobra 1997), Janez Per (od 23. aprila 1997)

3. državni zbor Republike Slovenije
- izvoljena: 27. marec 2001
- predsednik: Alojz Peterle
- podpredsednik: Bogdan Barovič
- člani: Slavko Gaber, Jelko Kacin, Andrej Vizjak, Majda Potrata, Andrej Fabjan, Vojko Čeligoj, Igor Štemberger, Maria Pozsonec